# Paulin Enfert

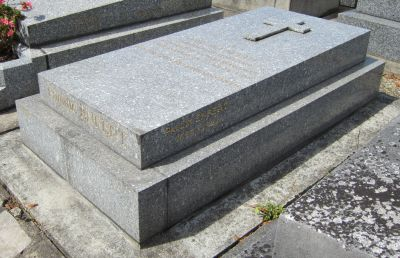
Grób na cmentarzu Gentilly

Paulin Enfert (ur. 1853 w Nevers, zm. 1922 w Paryżu) – francuski filantrop katolicki.

## Życiorys
Był drugim dzieckiem w niezamożnej, katolickiej rodzinie, która w 1857 przeprowadziła się do 13. dzielnicy Paryża. Jego ojciec był garbarzem i prowadził garbarnię zwaną Le Moulin des Prés. Uczęszczał do szkoły miejskiej prowadzonej przez Les Frères des Écoles Chrétiennes. W 1871 uczestniczył w spektaklu o walkach Komuny Paryskiej, co miało duży wpływ na jego formację. Po odbyciu służby wojskowej zaczął występować w pokazach kuglarskich wśród robotników. W 1885 zatrudnił się w Compagnie des Assurances Générale, gdzie pracował przez ponad czterdzieści lat. Wraz z początkiem pracy poświęcał coraz więcej czasu na działalność charytatywną, w tym wśród ubogich dzieci 13. dzielnicy Paryża (uczył je prostych zajęć, katechizmu, zabaw). Dość szybko zdobył lokalną popularność. W 1887 utworzył patronat Saint-Joseph de la Maison Blanche. W 1889 Jules Nolleval, darczyńca, udostępnił patronatowi działkę o powierzchni 2000 m² przy rue Bobillot. Od tej pory działał tu dom dla sierot i dzieci ulicy. Począwszy od 1891 zajmował się też rozdzielaniem żywności dla ubogich (organizacja La Mie de Pain, od 1920 stowarzyszenie), a od 1895 poszerzył działalność o kulturę fizyczną, zajęcia edukacyjne, a także kulturalne i religijne, jak również bezpłatne poradnictwo lekarskie.
Dwukrotnie otrzymał Nagrodę Montyona za Cnotę (1892 i 1915). Organizacja La Mie de Pain otrzymała również Złoty Medal Wystawy Światowej w 1900.
Jest pochowany na paryskim cmentarzu Gentilly.